# Вапарсар
Вапарсар (перс. وپرسر) — село в Ірані, у дегестані Рахімабад, у бахші Рахімабад, шагрестані Рудсар остану Ґілян. За даними перепису 2006 року, його населення становило 24 особи, що проживали у складі 5 сімей.

## Клімат
Середня річна температура становить 11,12 °C, середня максимальна – 25,34 °C, а середня мінімальна – -4,08 °C. Середня річна кількість опадів – 537 мм.
| Клімат поселення                              | Клімат поселення | Клімат поселення | Клімат поселення | Клімат поселення | Клімат поселення | Клімат поселення | Клімат поселення | Клімат поселення | Клімат поселення | Клімат поселення | Клімат поселення | Клімат поселення | Клімат поселення |
| Показник                                      | Січ.             | Лют.             | Бер.             | Квіт.            | Трав.            | Черв.            | Лип.             | Серп.            | Вер.             | Жовт.            | Лист.            | Груд.            |                  |
| Середній максимум, °C                         | 6,73             | 6,59             | 8,25             | 14,34            | 19,77            | 23,87            | 25,34            | 25,17            | 21,45            | 18,14            | 12,10            | 7,49             |                  |
| Середня температура, °C                       | 1,39             | 1,26             | 2,93             | 9,00             | 14,44            | 18,53            | 21,36            | 21,20            | 17,49            | 14,18            | 8,10             | 3,53             |                  |
| Середній мінімум, °C                          | −3,94            | −4,08            | −2,41            | 3,68             | 9,09             | 13,20            | 17,38            | 17,24            | 13,51            | 10,21            | 4,15             | −0,44            |                  |
| Норма опадів, мм                              | 47               | 47               | 68               | 50               | 42               | 20               | 17               | 18               | 34               | 70               | 63               | 61               |                  |
| Середньомісячна швидкість вітру, м/с          | 2.05             | 2.50             | 2.64             | 2.67             | 2.28             | 1.92             | 2.13             | 2.04             | 1.86             | 1.97             | 2.21             | 2.15             |                  |
| Середньомісячна сонячна радіація, кДж/м²·день | 7647             | 9972             | 12230            | 16188            | 19953            | 21993            | 22406            | 19627            | 16394            | 11869            | 9237             | 7250             |                  |
| --------------------------------------------- | ---------------- | ---------------- | ---------------- | ---------------- | ---------------- | ---------------- | ---------------- | ---------------- | ---------------- | ---------------- | ---------------- | ---------------- | ---------------- |
| Джерело:                                      |                  |                  |                  |                  |                  |                  |                  |                  |                  |                  |                  |                  |                  |